# Aconurella ussurica
Aconurella ussurica är en insektsart som beskrevs av Anufriev 1972. Aconurella ussurica ingår i släktet Aconurella och familjen dvärgstritar. Inga underarter finns listade i Catalogue of Life.